# Jan Scherrer
Jan Scherrer (Wattwil, 11 de julio de 1994) es un deportista suizo que compite en snowboard.
Participó en tres Juegos Olímpicos de Invierno, entre los años 2014 y 2022, obteniendo una medalla de bronce en Pekín 2022, en la prueba de halfpipe.
Ganó dos medallas de bronce en el Campeonato Mundial de Snowboard, en los años 2021 y 2023. Adicionalmente, consiguió dos medallas en los X Games de Invierno.

## Medallero internacional
| Juegos Olímpicos   | Juegos Olímpicos       | Juegos Olímpicos  | Juegos Olímpicos |
| Año                | Lugar                  | Medalla           | Prueba           |
| ------------------ | ---------------------- | ----------------- | ---------------- |
| 2022               | Pekín (China)          | Medalla de bronce | Halfpipe         |
| Campeonato Mundial |                        |                   |                  |
| Año                | Lugar                  | Medalla           | Prueba           |
| 2021               | Aspen (Estados Unidos) | Medalla de bronce | Halfpipe         |
| 2023               | Bakuriani (Georgia)    | Medalla de bronce | Halfpipe         |

| X Games de Invierno | X Games de Invierno    | X Games de Invierno | X Games de Invierno |
| Año                 | Lugar                  | Medalla             | Prueba              |
| ------------------- | ---------------------- | ------------------- | ------------------- |
| 2020                | Aspen (Estados Unidos) | Medalla de bronce   | Superpipe           |
| 2023                | Aspen (Estados Unidos) | Medalla de plata    | Superpipe           |